# Totentanz in der Straßburger Predigerkirche
Die ehemalige Dominikanerkirche in Straßburg besaß bis zum Brand im Jahr 1870 ein Wandgemälde von ca. 1485, das einen Gruppentotentanz darstellte.

## Geschichte des Wandgemäldes
Die Straßburger Predigerkirche aus der Mitte des 13. Jahrhunderts gehörte dem Orden der Dominikaner bis 1531. Seit der Reformationszeit hieß die Kirche Temple neuf und war Hauptkirche der Evangelischen Christen der Stadt. Nach dem Brand von 1870 wurde an derselben Stelle ein fünfschiffiger Neubau errichtet und 1877 eingeweiht. Bis zum Brand im Jahr 1870 gab es in der Kirche ein Wandgemälde des Straßburger Malers Lienhart Heischer (Schule von Martin Schongauer) aus der Zeit um 1485, auf dem dargestellt war, wie der Tod jeweils einzelne Personengruppen zu sich ruft, Totentanz der Predigerkirche genannt. Die etwas mehr als lebensgroßen Figuren des Totentanzes wurden während der Reformationszeit übertüncht und erst 1824 wiederentdeckt; anschließend hat man sie zumindest teilweise freilegen und abzeichnen können.

## Beschreibung
Es handelte sich um die seltene Darstellung eines Gruppentotentanzes. Die einzelnen Personengruppen waren auf dem Wandgemälde durch schlanke Säulen einer Kolonnade voneinander getrennt. Nur von fünf Szenen gibt es noch Kopien des 19. Jahrhunderts, und zwar:
- ein von der Kanzel predigender Dominikaner mit zehn Zuhörern aus den verschiedenen kirchlichen und gesellschaftlichen Ständen,
- der Tod mit Papst, Kardinälen und Gefolge,
- der Tod mit Kaiser und Kaiserin sowie der Tod mit Personen aus deren Gefolge,
- der Tod mit König und Königin und ihrem Gefolge,
- zwei Todesgestalten mit Abt, Bischof und Prälaten sowie mit einer Dame und einem Greis.

Dieser ehemalige Totentanz ist vergleichbar mit dem – ebenfalls nicht mehr erhaltenen – Totentanzgemälde im Kreuzgang des Straßburger Münsters und dem Gruppentotentanz in Leuk (Kanton Wallis).
Die Texte der Begleitverse sind nicht mehr bekannt.

## Bedeutung
Der elsässische Volkskundler Joseph Lefftz hat 1930 über diesen Gruppentotentanz geschrieben: „Ein bedeutendes Kunstwerk ist … verloren gegangen. Es zeichnete sich vor allem durch die breite, malerische Behandlung, die schlichte, ruhige Bildung der Gestalten, durch die Klarheit und Deutlichkeit der Raumgestaltung und die sichere Anordnung der Figuren aus. Die Wahl der Farben und die Behandlung der Gewänder waren meisterhaft … Der Straßburger Totentanz hat in seinen Abweichungen von vielen ihm ähnlichen Bildern in Basel, Bern, Freiburg … inbetreff der Gestaltengruppen, der Bilderfolge und der Verse sehr viel Eigentümliches und wäre einer genauen Untersuchung wert.“